# Groß Thondorf

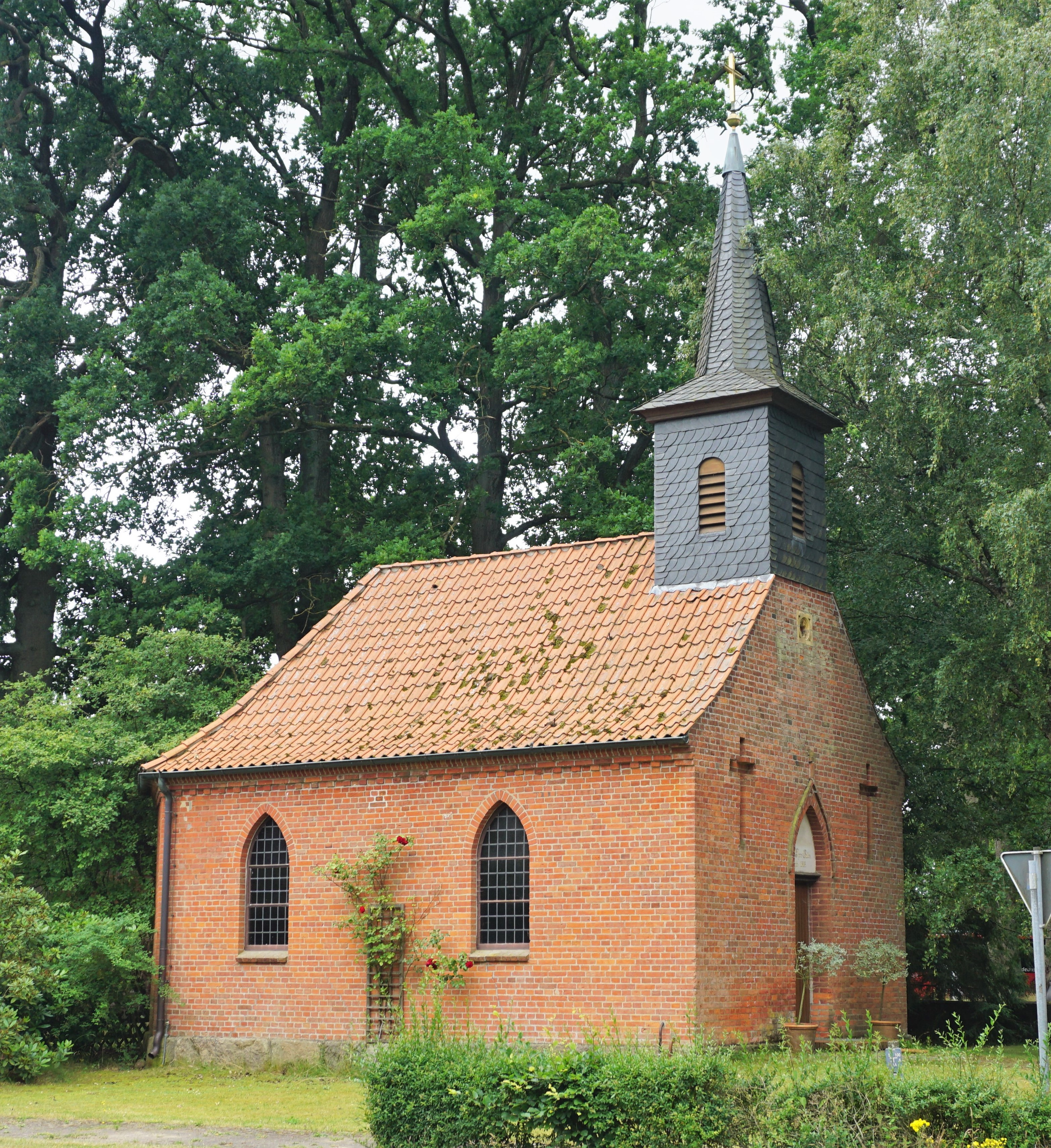
Kapelle in Groß Thondorf

Groß Thondorf ist mit 366 Einwohnern (Stand 2012) der zweitgrößte Ortsteil der Gemeinde Himbergen im Landkreis Uelzen in Niedersachsen. Das ehemalige Rundlingsdorf war bis 1972 eine eigenständige Gemeinde.

## Lage
Groß Thondorf liegt geologisch gesehen im Bereich der sogenannten Bohndorfer Endmoränen, die eine Fortsetzung der Osthannoverschen Kiesmoräne darstellen. Diese geologische Gegebenheit sorgt für Groß Thondorfs exponierte Lage. Groß Thondorf erreicht eine Höhe von durchschnittlich etwa 84 Meter über NHN. Der Untergrund besteht zum größten Teil aus Sand.
Naturräumlich gesehen liegt Groß Thondorf auf der Trennlinie zwischen dem als Ostheide bezeichneten westlichen Wendland, dem historischen Siedlungsgebiet der Wenden, und dem sog. Bevenser Becken. Die historische Grenze des „deutschen“ und des wendischen Siedlungsgebietes verlief durch das Waldgebiet Göhrde, das in der Nähe des Dorfes seinen westlichsten Punkt erreicht. Im Norden wird Groß Thondorf und dessen umliegende Gemarkungen durch den Mischwald Wiebeck vom Gebiet des heutigen Landkreises Lüneburg getrennt. Zwischen diesen beiden Waldgebieten dringt der in der unmittelbaren Nähe Groß Thondorfs entspringende Bach Strachau in die Nähe des Ortes Dahlenburg vor, wo er in die Neetze, einen Zufluss der Elbe, mündet. Die Strachau speist zwei kleinere Gewässer im Osten Groß Thondorfs und hat eine sich von hier über Boitze und die drei „Strachaudörfer“ erstreckende Niederung geschaffen, in der auch Espen und Weiden gedeihen, wohingegen sonst eher Eiche, Birke und Buche den Bewuchs dominieren. Im Westen befindet sich historisch gewachsener und nahezu unveränderter Bewuchs im Umfeld einer Moorfläche, die vom Strother Graben durchzogen wird.
Politisch gesehen gehört Groß Thondorf zur Gemeinde Himbergen, die als Teil der Samtgemeinde Bevensen-Ebstorf dem Landkreis Uelzen angehört. Groß Thondorf liegt im äußersten Nordosten des Landkreises. Die nächstgrößere Stadt ist die Kreisstadt Uelzen (40.000 Einwohner), die ca. 25 km in südwestlicher Richtung liegt, sowie Lüneburg (76.000 Einwohner), 30 km nordwestlich. Damit ist Groß Thondorf Teil der Metropolregion Hamburg, das etwa 90 km in nordwestlicher Richtung entfernt ist.
Infrastrukturell gesehen ist Groß Thondorf über die Kreisstraßen K4 und K31 an Landesstraßen und an die Bundesstraße 216 (Lüneburg-Dannenberg) angeschlossen. Ein von den zwei umlaufenden Rundstraßen ausgehendes, sternförmiges Wegenetz bindet Groß Thondorf im Nordosten an die Wiebecker Route, eine der Hauptwegeadern in der Göhrde, und an die forst- und landwirtschaftlich genutzten Wege der Umgebung an. Es existieren täglich mehrere Busverbindungen nach Bad Bevensen. Der dem Hamburger Verkehrsverbund (HVV) angehörende Bahnhof Neetzendorf, von dem aus Lüneburg und Dannenberg direkt erreicht werden können, befindet sich etwa 7 km nordöstlich.

## Beschreibung
Die ursprüngliche Struktur des Rundlingsdorfes ist bis heute weitgehend erhalten geblieben. Es wird von der Kreisstraße K4 (Hauptstraße) in nord-südlicher Richtung durchzogen und von der Holzstraße und den Grooden Rillen umrundet. Der Charakter des ehemaligen Rundlingsplatzes wurde durch die Kreisstraße 4 weitgehend aufgelöst, weswegen sich dieser nun weiter nördlich befindet. Dort steht auch die neugotische Backsteinkapelle von 1865.
Im Norden existiert heute ein „Neubauviertel“, das in der Gründerzeit begonnen und über die bevölkerungsreichen 1950er Jahre bis heute ständig erweitert wurde und wird. Hier finden sich vorrangig Einfamilien- und Gartenhäuser, während der alte Kern des Dorfes von gut erhaltenen Fachwerk- und Bauernhäusern und -höfen aus dem gesamten 19. und beginnenden 20. Jahrhundert dominiert wird. Ältester erhaltener Baukörper ist das Mittellängsdielenhaus Holzstraße 3, der sogenannte Stutenhof aus dem Jahre 1802. In Groß Thondorf stehen ferner folgende Gebäude unter Denkmalschutz:
- 29a (Hauptstraße 18): Wohnwirtschaftsgebäude in Zweiständerbauweise, 1835
- 29 (Hauptstraße 16): Wohnwirtschaftsgebäude in Massivbauweise, 1883
- Kriegerdenkmal für die Gefallenen des Ersten und Zweiten Weltkrieges
- Hauptstraße 8: neugotische Backsteinkapelle, 1865
- Nr. 35 (Holzstraße 20): Querdielenhaus, 1880
- Nr. 11 (Hauptstraße 6): Fachwerkscheune

Zu den Baudenkmalen siehe auch: Liste der Baudenkmale in Himbergen.
Am westlichen Ortsrand (Vorwerker Weg) befindet sich außerdem eine als Naturdenkmal ausgewiesene alte Eiche. Am südwestlichen Ortsausgang Richtung Strothe gelegen ist der historische Löschwasserteich, die Lausch.
Groß Thondorfs gesamte Katasterfläche beträgt heute 955 ha.

## Geschichte

### Frühgeschichte
Die Waldgebiete um Groß Thondorf sind reich an teilweise bedeutenden Großsteingräbern aus neolithischer Zeit, die auf eine schon sehr frühe Besiedelung des damals noch vollständig von Wald bedeckten Gebietes schließen lassen. Beispielsweise befinden sich ca. 2 km nördlich des Dorfes im Waldgebiet Wiebeck größere noch deutlich erkennbare Megalith-Anlagen, ebenfalls 1,5 km in nordwestlicher Richtung im Waldstück Hagen eine als Kulturdenkmal ausgewiesene Stätte.

### Mittelalter
Groß Thondorf gehört nicht zu den drei Dörfern, die am 2. März 1006 durch Heinrich II. gemeinsam urkundlich erwähnt wurden; daher kann aufgrund der Endung -dorf lediglich eine Siedlung aus vorfränkischer, sächsischer Zeit vermutet werden, wonach bereits seit dem 6. Jahrhundert n. Chr. die Anhöhe des heutigen Groß Thondorfs besiedelt wäre. Dies ist jedoch nicht schriftlich festgehalten worden. Bereits in Tagen Karls des Großen, d. h. vor der Zeit der Unterwerfung der Sachsen, der Einwanderung der Wenden und deren Umsiedlung im Zuge der deutschen Ostkolonisation durch Heinrich den Löwen, existierte vermutlich ein zunächst slawischer, dann deutscher Rittersitz, wie aus einer Karte aus der Zeit des 9. Jahrhunderts hervorgeht. Zwischen 1133 und 1137 wurde das heutige Groß Thondorf als Totenthorp erstmals urkundlich erwähnt. 1253/54 ist der Ritter Wernerus de Todendorpe nachgewiesen, wobei jedoch unklar ist, ob mit Todendorpe Groß Thondorf oder das wenige Kilometer entfernte Klein Thondorf gemeint war. Dieses war vermutlich als Vorwerk dem Rittergut Thondorf unterstellt. Im Jahre 1361 spricht die Geschichtsschreibung von „Deutsch Thondorf“ (Dudeschen Todendorpe) für Groß Thondorf und von „Wendisch Thondorf“ (Wendeschen Todendorpe) für Klein Thondorf, 1368 wird die Kapelle das erste Mal urkundlich erwähnt, die noch heute genutzte Glocke stammt aus der Zeit zwischen 1330 und 1350.

### Neuzeit
Im Jahre 1742 wurde die Groß Thondorfer Dorfschule das erste Mal urkundlich erwähnt. Sie existierte bis zur Einrichtung der Mittelpunktschulen im Jahre 1966.
Sowohl der Dreißigjährige Krieg als auch die Napoleonischen Befreiungskriege hinterließen ihre Spuren in der Geschichte des Dorfes. Während der Franzosenzeit wurde Groß Thondorf als Teil des Königreichs Westphalen von einem Maire verwaltet; im Jahre 1812 war dies Franz Schultz. Die Schlacht an der Göhrde im Jahre 1813, die die französische Herrschaft in der Gegend beendete, spielte sich nur wenige Kilometer entfernt nahe dem Dorf Göhrde ab.
Um 1840 erfolgte die sogenannte Verkoppelung in Groß Thondorf, in deren Zuge die durch Erbteilung stark parzellierten Grundstücke neu definiert wurden. Es wurden die bis heute weitgehend unveränderten Feldeinteilungen geschaffen und das Straßenbild deutlich verändert.
Im Jahre 1865 wurde der seit dem 14. Jahrhundert bestehende Kapellenbau in Fachwerkbauweise wegen dessen schlechten Zustand durch die heutige neugotische Kapelle ersetzt. Sie hat jetzt eine Höhe von 13 Meter und enthält die historische Glocke von 1330 sowie einen hölzernen Altar von 1705. Der Dachstuhl wurde 1983 erneuert.

### 20. Jahrhundert bis heute
Der Erste Weltkrieg forderte in der Gemeinde Groß Thondorf insgesamt 48, der Zweite Weltkrieg rund 40 Tote.
Bis zum Zweiten Weltkrieg lag die Einwohnerzahl in Groß Thondorf mehr als hundert Jahre lang relativ konstant um 300, stieg nach dem Krieg dramatisch an und erreichte 1950 den Höchststand von 600 Einwohnern. Grund hierfür war die Aufnahme von Flüchtlingen aus den deutschen Ostgebieten. Der seit Februar 1945 bestehende Flüchtlingsstrom aus Osteuropa erreichte auch Groß Thondorf und sorgte für eine heillose Überfüllung der Gehöfte. Heute hat sich die Einwohnerzahl auf etwa 350–400 eingepegelt.
Das Ende des Zweiten Weltkrieges verlief in der Gemeinde Groß Thondorf in verhältnismäßig dramatischer Weise. Uelzen war seit dem 8. April in Kampfhandlungen mit britischen Truppen verwickelt; am 18. April 1945 wurde auch Groß Thondorf in den Abendstunden von britischen Flugzeugen bombardiert, wobei mehrere Häuser in Brand gesetzt wurden. Himbergen selbst wurde nicht bombardiert und kapitulierte am 20. April.
Am 1. Juli 1972 wurde Groß Thondorf als Ortsteil in die Gemeinde Himbergen eingegliedert, wodurch es aufhörte als Gemeinde zu existieren. In den Jahren 2002–2006 fand eine Dorferneuerung im Rahmen des Niedersächsischen Dorferneuerungsprogramms statt, die durch das Braunschweiger Planungsbüro Warnecke durchgeführt wurde. 2006 wurde aus Anlass der 1000-Jahr-Feier der Nachbardörfer Brockhimbergen, Kollendorf und Rohrstorf eine Heimatchronik herausgegeben, die sich auch intensiv mit der Geschichte des Ortes Groß Thondorf beschäftigt.
| 1875–1879 | Heinrich Fabel     |
| 1879–1882 | ?                  |
| 1882–1886 | Täger              |
| 1886–1895 | ?                  |
| 1895–1910 | Georg H. Neben     |
| 1910–1921 | Wilhelm Harms      |
| 1921–1923 | Heinrich Alvermann |
| 1923–1930 | Wilhelm Burmester  |
| 1930–1934 | Heinrich Alvermann |
| 1934–1945 | Wilhelm Harms sen. |
| 1945–1948 | Ernst A. Suhm      |
| 1948–1952 | Wilhelm Möller     |
| 1952–1972 | Wilhelm Harms jun. |

## Situation heute

### Vereine, Gewerbe, öffentliche Einrichtungen
Groß Thondorf hatte und hat als ehemaliger Gemeindesitz eine verhältnismäßig hohe Zahl an gewerblichen und sonstigen Institutionen und Vereinen zu bieten; seit 1927 existiert die Freiwillige Feuerwehr, ebenfalls Mitte der 1920er Jahre gründete sich – zunächst noch als reiner Fußballclub – der Sportverein Schwarz-Weiß Groß Thondorf. 1928 wurde der Schützenverein Groß Thondorf gegründet, der bis heute 78 Schützenfeste ausgerichtet hat. 1962 wurde, eng angeschlossen an die bereits seit 35 Jahren bestehende Feuerwehr, der Spielmannszug gegründet, der seit 1968 jährlich den Maiumzug begleitet und auch sonst bei den Schützenfesten und sonstigen Veranstaltungen auftritt. Mitte der 1950er Jahre wurde ein eigener Friedhof direkt am nördlich gelegenen Waldstück Wiebeck eingerichtet. 1970 gründete sich die Spargemeinschaft Eichhörnchen. Seit 1979 hat Groß Thondorf Zugang zu fließendem Wasser, seit 1995 existiert die Abwasserentsorgung. Der traditionsreiche Gasthof Zum Goldenen Apfel musste um 1970 schließen, allerdings wurde zur selben Zeit die Gaststätte Eichenquelle gegenüber der Kapelle eröffnet, die bis heute existiert. Bis in die 1960er Jahre gab es in der danach benannten Straße außerdem einen Bäcker und eine Schmiede. Bis in die 1970er Jahre existierte im Südosten des Dorfes auf der Anhöhe Blocksberg eine Windmühle, die die günstige Position über der abfallenden Elbtalaue ausnutzte. Heute sind im Ort zwei Speditionen ansässig, es existieren Übernachtungsmöglichkeiten, eine psychotherapeutische Praxis und ein Betrieb für Restaurierungen. In unmittelbarer Nähe des Dorfkerns befindet sich ein öffentlicher Spielplatz.

### Landwirtschaft
Seit jeher ist die Umgebung Groß Thondorfs vor allem landwirtschaftlich geprägt. Zum Dorf gehören 470 Hektar landwirtschaftliche Nutzfläche. Die Zahl der landwirtschaftlichen Betriebe ist insgesamt gesunken, dafür aber deren Größe erheblich gestiegen. Kleinbetriebe kommen nur noch im Nebenerwerb vor. In Groß Thondorf existierten 2002 noch 6 landwirtschaftliche Betriebe mit einer durchschnittlichen Betriebsgröße von 78,3 Hektar (zum Vergleich: 1947 waren es noch 14 Betriebe mit einer durchschnittlichen Betriebsgröße von 39,3 Hektar). Die vorherrschenden Anbauprodukte sind Mais, Kartoffeln, Getreide und vereinzelt Zwiebeln. Neuartige Produktions- und Erntemaschinen stoßen – eine typische Äußerung des Strukturwandels – an die Grenzen der gegebenen Infrastruktur. Es wird Wechselwirtschaft betrieben.

## Politik
Groß Thondorfs Politik wird auf Gemeindeebene durch die Wählergemeinschaft bestimmt, die als einzige Kraft antritt und regelmäßig 100 % der Stimmen auf sich vereinen kann. Durch gewählte Mitglieder dieser Liste ist Groß Thondorf im Gemeinderat der Gemeinde Himbergen vertreten.